# PGC 13511
LEDA/PGC 13511 ist eine Linsenförmige Galaxie vom Hubble-Typ S0 im Sternbild Eridanus am Südsternhimmel. Sie ist schätzungsweise 72 Millionen Lichtjahre von der Milchstraße entfernt. Die Galaxie gilt als Mitglied des Eridanus-Galaxienhaufens. Gemeinsam mit NGC 1359, NGC 1407, NGC 1440, NGC 1452, IC 343, IC 346, PGC 13220 und PGC 13241 bildet sie die NGC 1407-Gruppe oder LGG 100.